# Georg Möller
Georg Möller (ur. 5 listopada 1876 w Caracas, zm. 2 października 1921) – niemiecki egiptolog. Wniósł wkład w badania nad pismem hieratycznym i paleografią egipską.
Urodził się w Wenezueli jako syn niemieckiego biznesmena. Jego rodzina przeprowadziła się do Hamburga, gdy miał pięć lat. W 1896 r. podjął studia na Uniwersytecie Humboldtów, a w 1900 r. uzyskał doktorat. Brał udział w wykopaliskach piramidy Nyuserre Ini. Zajmował się także świątynią Sahure oraz osadą Deir el-Medina. Od 1912 r. pracował jako Privatdozent na Uniwersytecie Humboldtów, a w 1916 r. objął stanowisko profesora.

## Publikacje
- Ueber die in einem späthieratischen Papyrus des Berliner Museums erhaltenen Pyramidentexte. Paul, Berlin 1900.
- Hieratische Paläographie. Die aegyptische Buchschrift in ihrer Entwicklung von der fünften Dynastie bis zur römischen Kaiserzeit. 3 Bände. Hinrichs, Leipzig 1909. 2. Auflage Hinrichs, Leipzig 1936, Bd. 4 Ergänzungsheft Hinrichs, Leipzig 1936 (Digitalisat).
- Hieratische Lesestücke für den akademischen Gebrauch. 3 Bände. Hinrichs, Leipzig 1910–1927.
- Die beiden Totenpapyrus Rhind des Museums zu Edinburgh. Hinrichs, Leipzig 1913 (Digitalisat).
- Demotische Texte aus den Königlichen Museen zu Berlin. Bd. 1: Mumienschilder. Hinrichs, Leipzig 1913.
- Ägyptische Mumienporträts (= Wasmuth's Kunsthefte  1). Wasmuth, Berlin 1919.
- Die Metallkunst der alten Ägypter. Wasmuth, Berlin 1924.
- Die archaeologischen Ergebnisse des vorgeschichtlichen Gräberfeldes von Abusir el-Meleq nach den Aufzeichnungen Georg Möllers. Bearbeitet von Alexander Scharff. Hinrichs, Leipzig 1926.